# Exobasidium inconspicuum
Exobasidium inconspicuum ist eine Pilzart der Familie der Nacktbasidienverwandten (Exobasidiaceae) aus der Ordnung Ustilaginomycotina. Sie lebt als Endoparasit auf Vaccinium hirtum var. pubescens. Symptome des Befalls durch den Pilz sind kleine, helle Flecken auf der Blattoberfläche der Wirtspflanzen. Die Pilzart ist in Japan verbreitet.

## Merkmale

### Makroskopische Merkmale
Exobasidium inconspicuum ist mit bloßem Auge zunächst nicht zu erkennen. Symptome des Befalls sind 2–8 mm große, leicht aufgehellte Flecken auf der Blattoberfläche befallener Pflanzen, die genaue Pathologie der Art ist aber noch nicht erforscht.

### Mikroskopische Merkmale
Das Myzel von Exobasidium inconspicuum wächst wie bei allen Nacktbasidien interzellulär und bildet Saugfäden, die in das Speichergewebe des Wirtes wachsen. Die zwei- bis viersporigen, 80–100 × 4–8 µm großen Basidien sind lang, unseptiert und zylindrisch bis keulenförmig. Sie wachsen direkt aus der Wirtsepidermis oder aus Spaltöffnungen. Die elliptischen bis eiförmigen Sporen sind hyalin, 9–19 × 3,5–6 µm groß. Zunächst sind sie unseptiert, reif besitzen sie bis zu vier Septen. Die Konidien sind bazillenförmig und 3–6 × 1–1,5 μm groß.

## Verbreitung
Das bekannte Verbreitungsgebiet von Exobasidum inconspicuum erstreckt sich über ganz Japan.

## Ökologie
Die Wirtspflanze von Exobasidium inconspicuum ist Vaccinium hirtum var. pubescens. Der Pilz ernährt sich von den im Speichergewebe der Pflanzen vorhandenen Nährstoffen, seine Basidien brechen später durch die Blattoberfläche und setzen Sporen frei. Diese keimen, nachdem sie auf geeignetes Substrat gefallen sind in Keimschläuche und Konidien, aus denen sich dann neues Myzel entwickelt.